# Il figlio di Aquila Nera
Il figlio di Aquila Nera è un film del 1968 diretto da Guido Malatesta con lo pseudonimo James Reed.

## Trama
Nonostante abbia la fama di essere frivolo il conte Aleksej guida un gruppo di ribelli e combatte le ingiustizie proprio come faceva il padre, il leggendario Aquila Nera.

## Produzione
Le riprese del film avvennero presso Ronciglione (Viterbo); gli interni presso gli stabilimenti Incir De Paolis di Roma.

## Distribuzione
Il film venne distribuito nelle sale cinematografiche italiane dalla Romana Film il 23 agosto 1968.